# Jorge di Giandoménico
Jorge Santos di Giandoménico y Flia (ur. 21 września 1930 w Santa Fe, zm. 7 września 2006 tamże) – argentyński strzelec, olimpijczyk.
Brał udział w igrzyskach olimpijskich w latach 1960 (Rzym), 1972 (Monachium) i 1976 (Montreal). W Rzymie, zajął 22. miejsce w konkurencji karabinu dowolnego z trzech pozycji i 33. miejsce w konkurencji karabinu małokalibrowego z trzech pozycji. W tej drugiej, startował na dwóch następnych igrzyskach, gdzie zajmował odpowiednio: 52. miejsce w Monachium i 51. miejsce w Montrealu.
W 1959 roku zdobył brązowy medal igrzysk panamerykańskich w konkurencji karabinu wielkokalibrowego z trzech pozycji z odległości 300 m (zdobył 1096 punktów). Na tych samych igrzyskach wystartował także w konkurencji karabinu małokalibrowego z trzech pozycji z odległości 50 m, w której to zajął szóste miejsce (zdobył 1070 punktów). Był również wicemistrzem tych igrzysk w konkurencji karabinu wielkokalibrowego stojąc oraz w konkurencjach drużynowych, a także brązowym medalistą w konkurencjach drużynowych na igrzyskach panamerykańskich w 1971 w Cali (karabin małokalibrowy, trzy postawy) i w 1979 w San Juan (karabin pneumatyczny).

## Wyniki olimpijskie
| Igrzyska | Konkurencja                               | Wynik | Miejsce                                                           | Źródło |
| -------- | ----------------------------------------- | --- | ----------------------------------------------------------------- | ------ |
| IO 1960  | Karabin dowolny, trzy postawy, 300 m      | Kwalifikacje Leżąc – 192 pkt. Klęcząc – 184 pkt. Stojąc – 172 pkt. Łącznie – 548 pkt. Finał Leżąc – 375 pkt. Klęcząc – 358 pkt. Stojąc – 355 pkt. Łącznie – 1088 pkt. | Kwalifikacje – 10. miejsce w pierwszej grupie Finał – 22. miejsce | [ 3 ]  |
| IO 1960  | Karabin małokalibrowy, trzy postawy, 50 m | Kwalifikacje Leżąc – 193 pkt. Klęcząc – 178 pkt. Stojąc – 172 pkt. Łącznie – 543 pkt. Finał Leżąc – 386 pkt. Klęcząc – 370 pkt. Stojąc – 351 pkt. Łącznie – 1107 pkt. | Kwalifikacje – 19. miejsce w pierwszej grupie Finał – 33. miejsce | [ 4 ]  |
| IO 1972  | Karabin małokalibrowy, trzy postawy, 50 m | Leżąc – 386 pkt. Klęcząc – 350 pkt. Stojąc – 362 pkt. Łącznie – 1098 pkt.                                                                                             | 52                                                                | [ 5 ]  |
| IO 1976  | Karabin małokalibrowy, trzy postawy, 50 m | Leżąc – 392 pkt. Klęcząc – 356 pkt. Stojąc – 358 pkt. Łącznie – 1106 pkt.                                                                                             | 51                                                                | [ 6 ]  |